# 海の道むなかた館

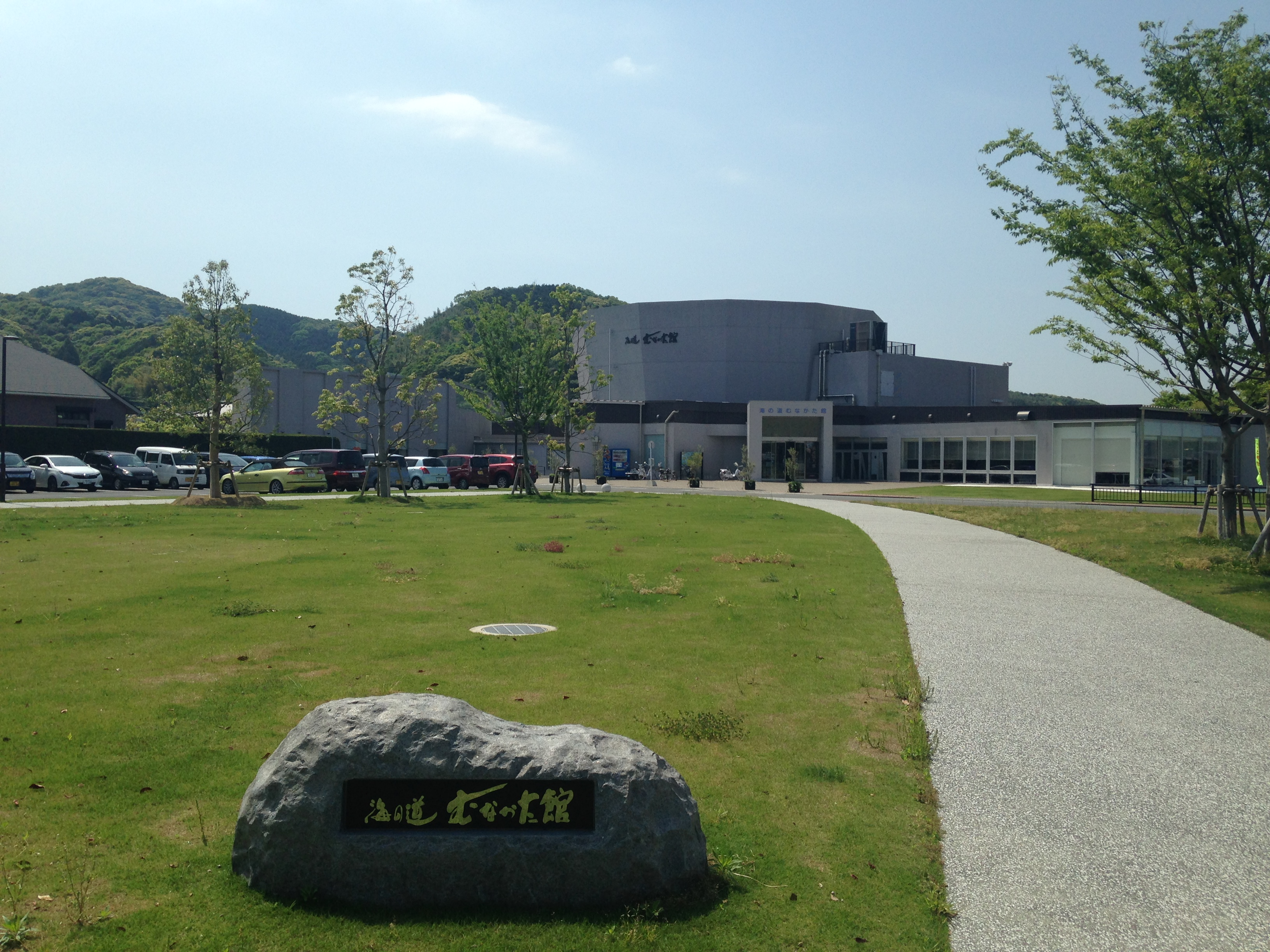
海の道むなかた館

海の道むなかた館（うみのみちむなかたかん）は、福岡県宗像市にある、世界遺産「沖ノ島」宗像と関連遺産群のガイダンス施設である。
日本の世界遺産に登録された各地にある中核ガイダンス施設「世界遺産センター」の役目を担っていく。
元々はアクシス玄海という旧玄海町の図書館、歴史資料館、研修施設等の複合施設であった。
宗像大社第一駐車場の北側に隣接している。